# Extra Revolution
《Extra Revolution》（日語：エキストラレボリューション）是日本女性創作歌手ZAQ的第4張單曲。2013年10月23日由Lantis發行。此外這裡也記述同年11月27日發行聲優組合「KANBAN娘。」的翻唱版本。

## 解說
《Extra Revolution》是創作歌手ZAQ自從她的上一張單曲《激情論》以來，時隔2個月後發行的最新單曲，和2013年連續單曲第3彈。同名標題曲曾被2013年10月至12月在TOKYO MX等UHF系首播的電視動畫《當不成勇者的我，只好認真找工作了。》選為片頭主題曲使用。
販售形式有通常盤和初回盤共2種，初回盤有收錄同名標題曲PV和幕後花絮影片的DVD。2013年11月27日，於同名電視動畫首播期間發行由登場角色聲優所組成的團體「KANBAN娘。」翻唱版，並當作電視未播出的OVA片頭主題曲使用。

## 評價
CD Journal對ZAQ的此單曲「儘管歌曲創作的能力很高，但影片中總是散發出如此熟練的豐富歌唱表情讓人覺得不得不佩服。是一張如萬花筒般可以體驗流行感覺的單曲」作為評語。還有，DA VINCI電子Navi編輯部給這首歌曲的評語「是一首聽了看了充滿可愛和流行的歌曲。並且讓我感受到ZAQ她的多才多藝。起初這首歌它似乎有正反兩面看法，但不久之後卻逐漸被評為越聽越好聽的歌曲。而且隨著片頭動畫中出現的神秘舞蹈也製造了話題，讓很多人看了都會記憶猶新吧」。

## 收錄內容
所有歌曲由ZAQ作詞、作曲、編曲。

### ZAQ的單曲版
1. Extra Revolution（エキストラレボリューション）[3:54]
  - TOKYO MX等UHF電視動畫《當不成勇者的我，只好認真找工作了。》片尾主題曲[3]
2. [4:10]
3. [4:22]
4. Extra Revolution (off vocal)（エキストラレボリューション (off vocal)）

DVD（僅在初回限定盤收錄）
1. 「Extra Revolution」 (Music Video)（  (Music Video)）
2. Making of EXTRA REVOLUTION!!

### KANBAN娘。的單曲版
1. Extra Revolution（エキストラレボリューション） [3:55]
  - TOKYO MX等UHF電視動畫《當不成勇者的我，只好認真找工作了。》第13話（OVA）片頭主題曲
2. 歡迎光臨雷昂王都店！（！） [4:38]
作詞：松井祥平，作曲、編曲：酒井陽一
主唱：勞爾（河本啟佑）、賽雅拉（島形麻衣奈）、諾娃（曾和圓香）、羅亞（寶木久美）
3. ！ [3:26]
作詞：松井祥平，作曲、編曲：酒井陽一
主唱：菲諾（田所梓）、艾爾莎（新田惠海）、艾莉（岩崎可苗）、拉姆（山田奈都美）
4. Extra Revolution (off vocal)（エキストラレボリューション (off vocal)）
5. 歡迎光臨雷昂王都店！ (off vocal)（！ (off vocal)）
6. ！ (off vocal)

## 腳註

## 外部連結
- Lantis官方網站的歌曲介紹頁面
  - 初回限定盤（ZAQ）（页面存档备份，存于） （日語）
  - 通常盤（ZAQ）（页面存档备份，存于） （日語）
  - KANBAN娘。的單曲（页面存档备份，存于） （日語）